# Savannah (chat)
Pour les articles homonymes, voir Savannah.
Le savannah est une race de chats, créée aux États-Unis vers 1986. Ce chat de grande taille résulte du croisement entre un serval mâle et une chatte, puis , à partir de la cinquième génération, de l'hybride mâle ainsi obtenu avec une chatte (les quatre ou cinq premières générations d’hybrides mâles sont stériles, à la différence des femelles).
Il montre plusieurs ressemblances physiques avec le serval, dont la taille, la couleur et les oreilles de forme caractéristique. Il pèse entre six et quatorze kilos, a le poil court et une tête triangulaire. Sa queue est souvent courte et plutôt épaisse.

## Origines

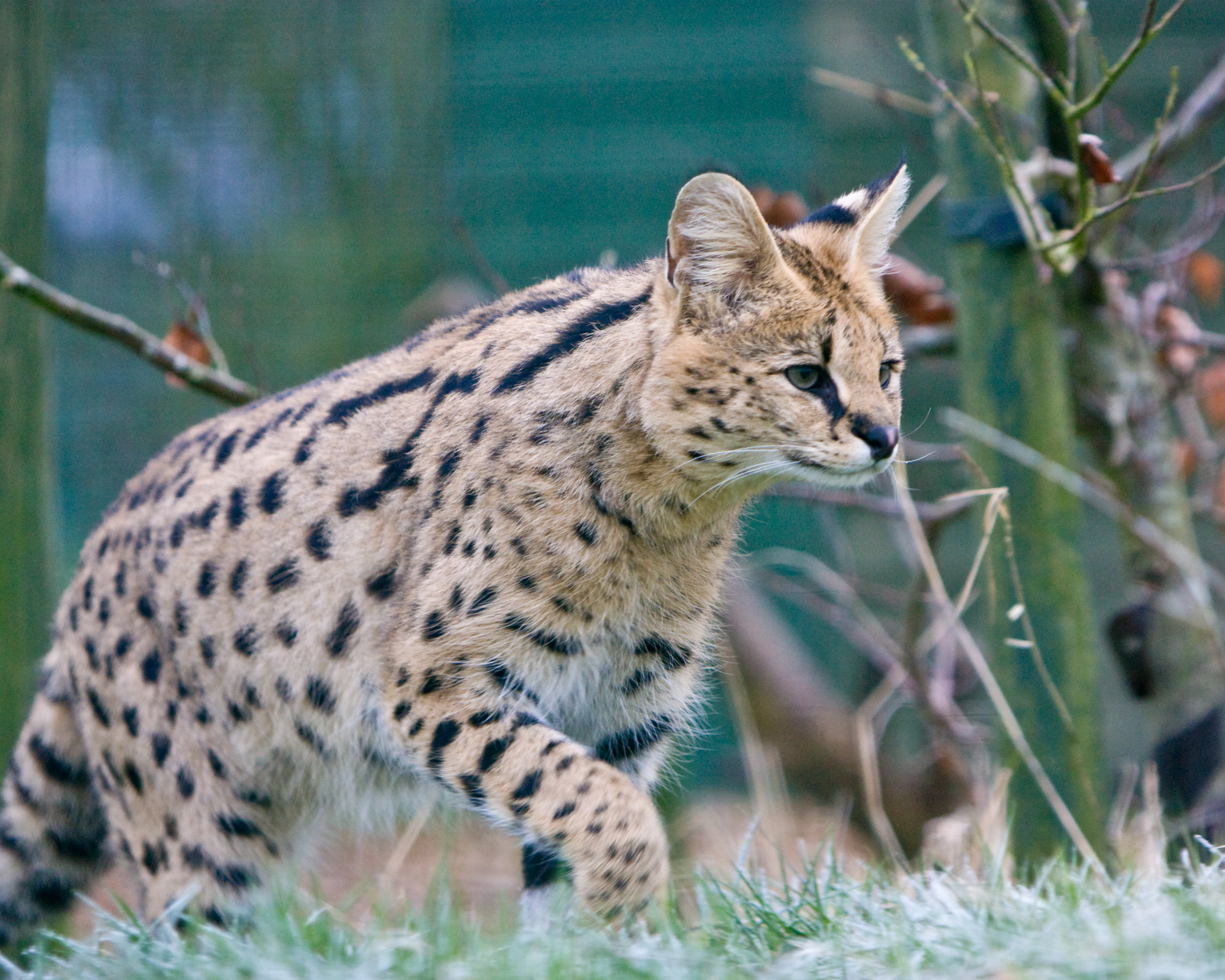
Un serval (Leptailurus serval). Le Savannah descend d'un serval mâle et d'une chatte domestique.

Le premier savannah, une femelle nommée Savannah, a été créé par l'éleveuse Judee Frank le 7 avril 1986. Patrick Kelly, intéressé par les chats à l'apparence sauvage, décide d'en créer une race après avoir eu en 1989 un chaton femelle, Kitty, issue du premier Savannah. Il incite divers éleveurs à tenter le croisement, mais il n'y a guère que Joyce Sroufe pour le rejoindre. Ils définissent un standard qu’ils présentent à la TICA en février 1996. Un an plus tard, Joyce Sroufe présente le Savannah dans une exposition féline de Westchester dans l'État de New York et réussit à obtenir les premiers savannahs mâles fertiles.
En 2002, la TICA envisage l'entrée de cette nouvelle race au même titre que les autres chats domestiques mais seulement pour la troisième génération résultant de l'accouplement avec le serval, c'est-à-dire que les hybrides de la génération F1 et F2 ne peuvent être acceptés.
Le LOOF autorise la race à être présentée en exposition depuis le 1er janvier 2007 en tant que « Nouvelles races et couleurs », les chats sauvages et les hybrides de premières générations (F1 à F4) étant interdits en exposition. Un Savannah est dit de la génération F1 si son père est un serval et sa mère une Savannah ou une chatte domestique parmi les races autorisées : Oriental Shorthair, Mau Egyptien ou Ocicat. Un F2 a un grand-père serval, un F3 un arrière grand-parent serval, ainsi de suite. Plus on va loin dans cette classification, plus l'hybride s’éloigne du serval.
L'importation de Savannah a été interdite en Australie par le ministre de l'environnement Peter Garrett en raison des risques liés à l'introduction de cette race aux talents de chasseur, les douze millions de chats harets sur le territoire australien faisant déjà peser d'importantes menaces sur la faune.
Au Royaume-Uni, le temps d'attente avant de posséder un chaton Savannah en 2009 était de six mois pour un prix supérieur à 6 000 livres.

## Standards

### Mensurations
Le serval pèse entre quinze et vingt kilos, alors que le chat domestique sans embonpoint n'en pèse qu'entre trois et huit. Le savannah résultant de ce croisement pèse entre sept et quatorze kilos. Il peut mesurer jusqu'à quarante centimètres (à l'épaule). Le mâle est plus gros que la femelle.

### Description

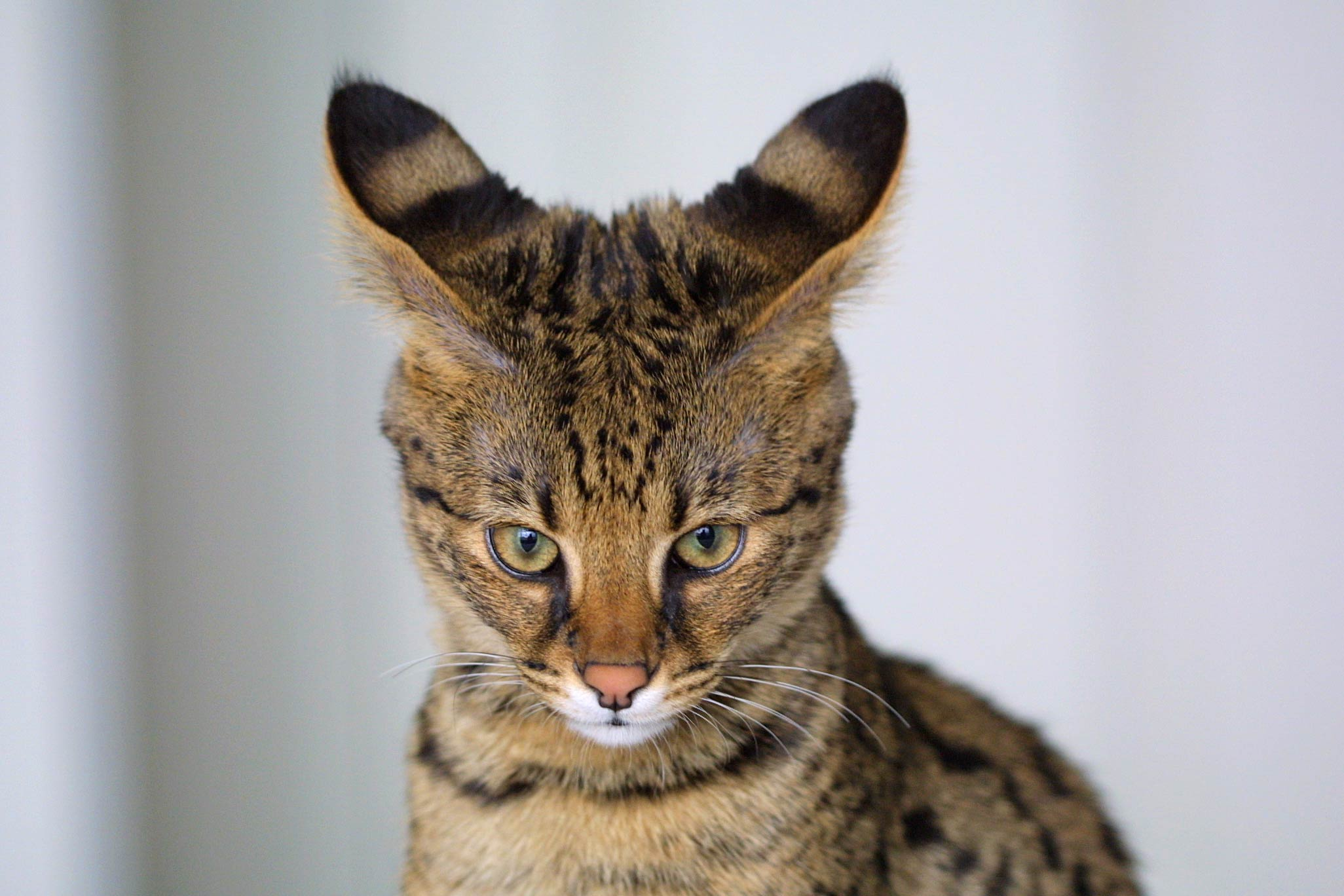
Portrait d'un jeune Savannah de première génération (F1)

Sa tête est petite par rapport au reste du corps. Elle est de forme triangulaire et est plus longue que large. Leur cou est très long, épais et musclé. Ils ont un long nez et un petit menton. Les yeux sont de taille moyenne et de forme ovale, un peu en amande. Ils sont souvent accompagnés de larmes blanches caractéristiques de la race. La couleur varie du jaune au vert doré ou à l'ambre.
Les oreilles sont très grandes et placées très haut sur la tête. Leur base est très large et les extrémités sont arrondies.
Les pattes sont longues et minces, et les postérieures semblent très hautes. Les pieds sont petits mais possèdent de longs doigts.
Leur queue est assez épaisse et mesure environ les trois-quarts de la longueur de celle d'un chat normal. Elle possède des anneaux et se termine par un bout arrondi et noir.
Il a une robe « spotted tabby » (mouchetée) avec plusieurs petites taches noires sur les pattes et la tête. Ces taches sont de forme ronde, ovale ou allongée. Tout le ventre du Savannah est tacheté et blanc à crème plus ou moins clair.

## Caractère
Le Savannah est décrit comme un chat très intelligent, curieux, sociable, actif, doux et affectueux. Il aime l'eau, contrairement à d'autres races de chats.

## Interdiction
En raison de son comportement jugé inadapté à la captivité, l'élevage, la détention et la commercialisation de cette race est interdite dans la région de Bruxelles-Capitale en Belgique. La race fait aussi l'objet de débats au Royaume-Uni depuis 2022,.

## La controverse des chats hybrides
La recherche d'animaux toujours plus grands et plus exotiques est décriée dans le monde entier par des scientifiques, des associations et des refuges. Le croisement forcé et sélectionné de chats domestiques avec des animaux sauvages, parfois protégés comme le serval, est controversé.
- Problèmes de comportement :  la domestication des premiers chats remontant à plusieurs milliers d'années, le comportement des espèces sauvages croisées ne pourrait être supprimé en quelques générations. Les chats hybrides comme les savannah ou bengals sont très vifs, puissants et mordent fréquemment. Comme pour leurs ascendants sauvages, ils marquent très régulièrement leur territoire avec leur urine et ont besoin d'une grande stimulation ainsi qu'un espace de vie adapté, ce qui rend leur place en captivité plus difficile que des races classiques. Les chats hybrides font souvent l'objet d'abandons pour ces raisons[14],[15],[16].
- Problèmes génétiques : la création et la sélection des individus de races différentes qui ne se seraient pas reproduites dans la nature causerait de multiples troubles : mort prématurée, stérilité... L'exemple du ligre, croisement du tigre et du lion est souvent cité pour référence d'une hybridation contre-nature[17],[13],[18].
- Éthique, biodiversité et demande d'exotisme : le possible croisement des hybrides avec les espèces locales poserait un problème important pour la biodiversité car cela introduirait des capacités de chasse plus développées aux chats[14]. L'impact des chats sur la nature fait l'objet d'une préoccupation grandissante depuis quelques années. Croiser des animaux pour leur donner des traits physiques toujours plus recherchés est controversé car la motivation première est l'argent. Les hybrides sont vendus entre 2 000 et 10 000 euros, jusqu'à 23 000 euros pour le caracat, l'hybride récent du chat et du caracal. Le croisement d'animaux sauvages protégés interdits à la détention (servals et caracals) fait aussi l'objet de critiques[19],[20],[21]. Avec les réseaux sociaux, la demande d'exotisme et le trafic d'animaux sauvages ont augmenté, causant l'inquiétude d'autorités et d'organismes[22],[23],[24],[25]. En 2022, le trafic illégal de serval a été important en France et l'actualité a été criblée d'abandons et de saisies de servals ou de chats savannah[26],[27],[28],[29].

## Record du monde
Le record du plus grand chat domestique du monde a été remporté en 2009 par une femelle Savannah nommée Scarlett's Magic, vivant en Californie, qui mesure 43,43 centimètres au garrot. Son poids n'a pas été communiqué.
En 2017, ce record a été battu par un autre Savannah nommé Arcturus Aldebaran Powers, avec 48,3 centimètres au garrot et un poids de 13,6 kilogrammes.

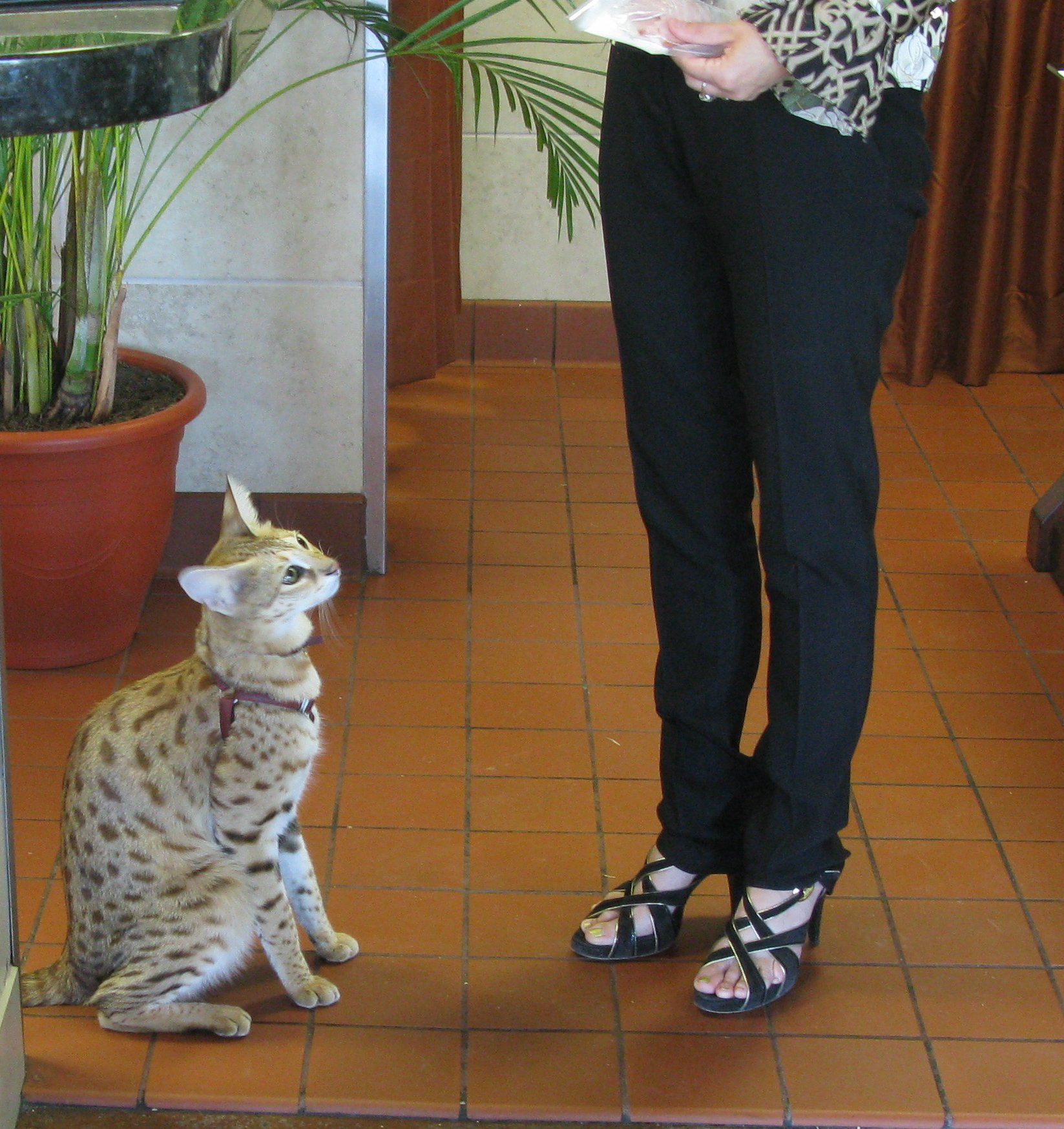
Scarlett's Magic, Savannah détenant le record du plus grand chat du monde en 2009.
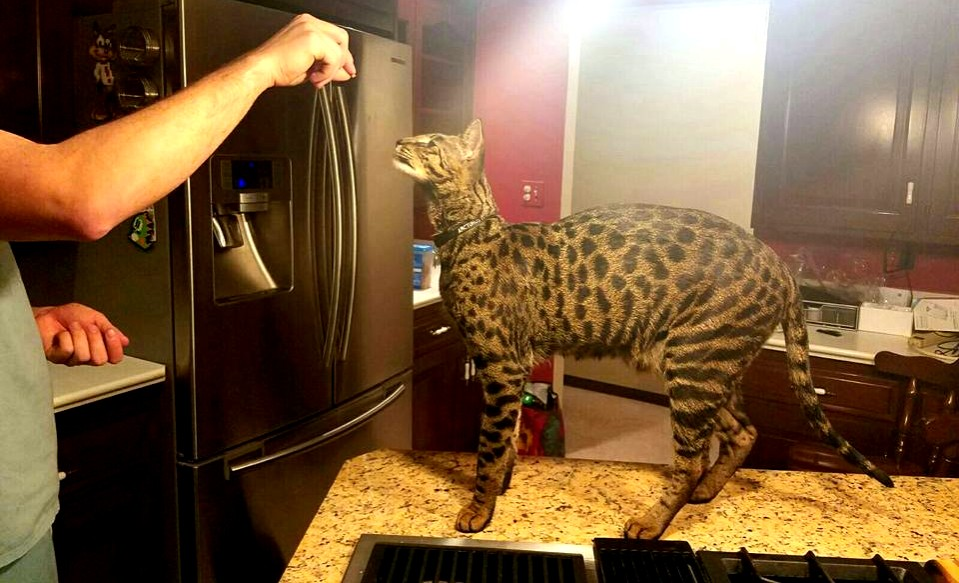
Arcturus Aldebaran Powers, Savannah détenant le record du plus grand chat du monde en 2017.